# Daryl Areai
Daryl Areai, né le 30 mai 2001, est un footballeur international cookien jouant en tant que milieu défensif, milieu offensif ou ailier droit au Matavera FC.

## Biographie

### En club
Il est formé au Matavera FC avant de signer à l'Otago University AFC, club évoluant dans les divisions inférieures néo-zélandaises. C'est par ailleurs sa première aventure à l'étranger.
Après une année au Matavera FC, il retourne dans son club formateur. 

### En sélection
Ayant à la fois la nationalité cookienne et micronésienne, Areai a la possibilité de jouer pour l'une de ces deux nations au niveau international. Cependant, la Micronésie n'est reconnue ni par la FIFA, ni par l'OFC.
Il joue son premier match avec les moins de 17 ans face aux Tonga lors du Tournoi qualificatif de l'OFC des moins de 17 ans 2016. Lors de cette rencontre, il est titulaire et joue l'intégralité du match. Sa sélection gagne par trois buts à deux.
Le 17 mars 2022, il fait ses débuts en équipe nationale, lors des éliminatoires de la zone Océanie de la Coupe du monde 2022 contre les Îles Salomon. Son équipe s'incline deux buts à zéro.